# Naftoatna sintaza
Naftoatna sintaza (EC 4.1.3.36, 1,4-dihidroksi-2-naftoatna sintaza, dihidroksinaftoatna sintaza, o-sukcinilbenzoil-KoA 1,4-dihidroksi-2-naftoatna-lijaza (ciklizacija), MenB, o-sukcinilbenzoil-KoA dehidrataza (ciklizacija)) je enzim sa sistematskim imenom 4-(2-karboksifenil)-4-oksobutanoil-KoA dehidrataza (ciklizacija). Ovaj enzim katalizuje sledeću hemijsku reakciju
4-(2-karboksifenil)-4-oksobutanoil-KoA {\displaystyle \rightleftharpoons } 1,4-dihidroksi-2-naftoil-KoA + H2O
Ovaj enzim učestvuje u sintezi 1,4-dihidroksi-2-naftoata.

## Literatura
- Nicholas C. Price; Lewis Stevens (1999). Fundamentals of Enzymology: The Cell and Molecular Biology of Catalytic Proteins (Third изд.). USA: Oxford University Press. ISBN 019850229X.
- Eric J. Toone (2006). Advances in Enzymology and Related Areas of Molecular Biology, Protein Evolution (Volume 75 изд.). Wiley-Interscience. ISBN 0471205036.
- Branden C; Tooze J. Introduction to Protein Structure. New York, NY: Garland Publishing. ISBN 0-8153-2305-0.
- Irwin H. Segel. Enzyme Kinetics: Behavior and Analysis of Rapid Equilibrium and Steady-State Enzyme Systems (Book 44 изд.). Wiley Classics Library. ISBN 0471303097.
- William P. Jencks (1987). Catalysis in Chemistry and Enzymology. Dover Publications. ISBN 0486654605.

## Spoljašnje veze
- 1,4-dihydroxy-2-naphthoyl-CoA+synthase на 